# Susan Sarandon

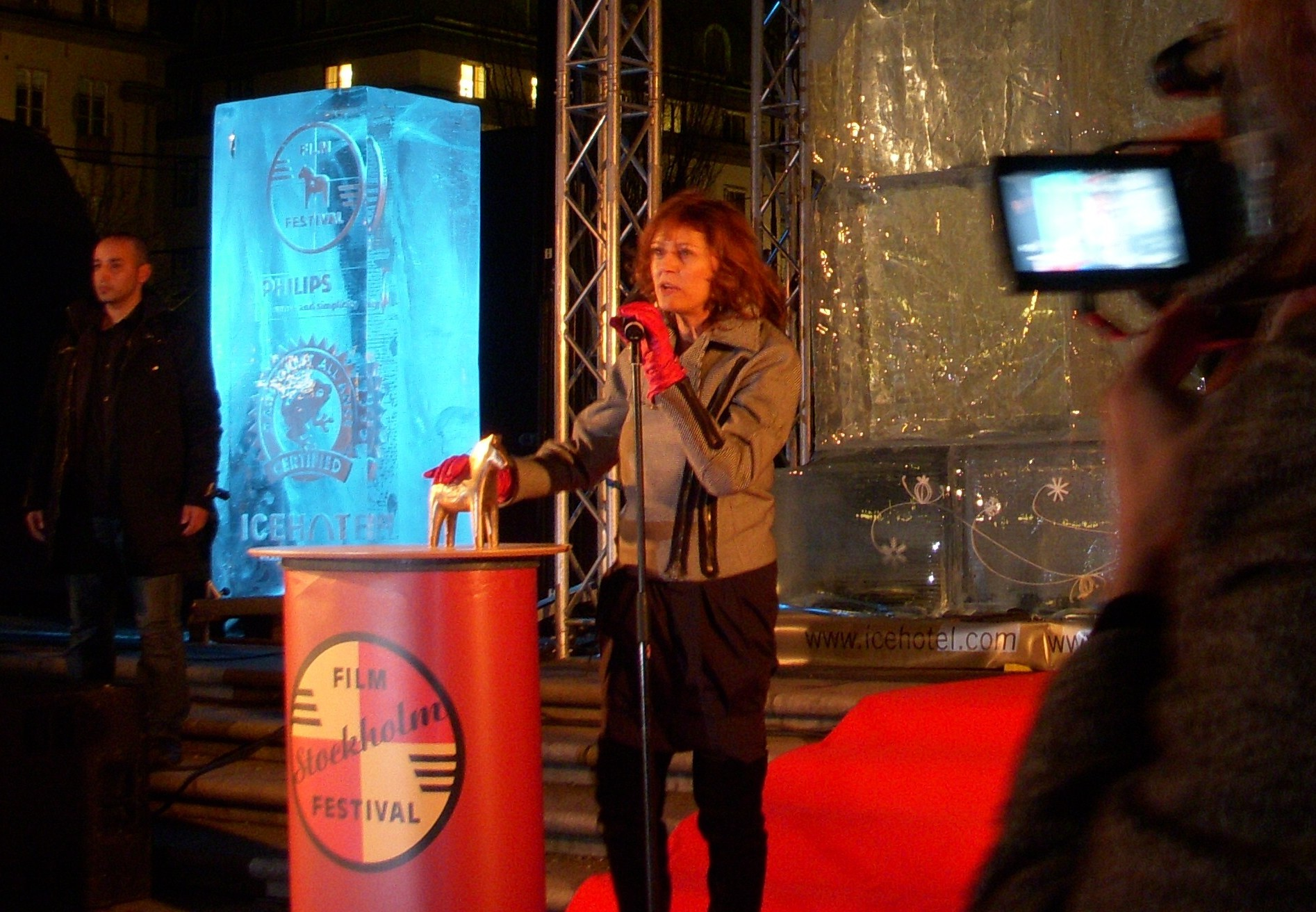
Susan Sarandon vid Stockholms filmfestival 2009.

Susan Abigail Sarandon, ursprungligen Tomalin, född 4 oktober 1946 i New York, är en amerikansk skådespelare. Sarandon tilldelades en Oscar för bästa kvinnliga huvudroll vid Oscarsgalan 1996, för sin roll i filmen Dead Man Walking (1995). Hon har även varit nominerad till en Oscar ytterligare fyra gånger.

## Biografi

### Unga år
Sarandon föddes i stadsdelen Queens i New York. Hon är det äldsta av nio barn till Lenora Marie (född Criscione, 1923-2020) och Phillip Leslie Tomalin (1917–1999). Hon har fyra bröder Philip Jr., Terry (död 2016), Tim och O'Brian, samt fyra systrar, Meredith, Bonnie, Amanda och Missy. Hennes far hade anor från England, Irland och Wales, hans engelska förfäder var från Hackney i London och hans walesiska förfäder var från Bridgend. På hennes mammas sida är hon av italiensk härkomst, med förfäder från Toscana och Sicilien. Sarandon uppfostrades i en romersk-katolsk tro, och gick även i romersk-katolska skolor. Hon växte upp i Edison, New Jersey, där hon tog examen från Edison High School 1964. Hon gick sedan på Catholic University of America från 1964 till 1968, och tog där en kandidatexamen i drama, och jobbade tillsammans med dramacoachen, fader Gilbert V. Hartke.

### Karriär
1969 provspelade Sarandon för en roll i filmen Joe (1970) tillsammans med sin dåvarande make Chris Sarandon. Trots att han inte fick någon roll, fick hon en roll som en tonåring som försvinner i underjorden. Mellan 1970 och 1972 medverkade hon i såpoperorna A World Apart och Search for Tomorrow, där hon spelade Patrice Kahlman respektive Sarah Fairbanks. 1975 medverkade Sarandon i The Rocky Horror Picture Show. Samma år spelade hon även den kvinnliga huvudrollen i filmen Tid för hjältar mot Robert Redford. Hon har samarbetat med regissören Louis Malle två gånger; i Pretty Baby (1978) och Atlantic City, U.S.A. (1981). För den sistnämnda fick Sarandon sin första Oscarsnominering.
Hennes mest kontroversiella film var Tony Scotts The Hunger (1983), en modern vampyrhistoria där hon hade sex med motspelaren Catherine Deneuve. Hon medverkade i fantasykomedin Häxorna i Eastwick (1987) där hon spelar mot bland andra Jack Nicholson, Cher och Michelle Pfeiffer. Trots större filmroller, blev Sarandon inget större namn förrän hon spelade mot Kevin Costner och Tim Robbins i filmen Bull Durham (1988), vilken blev en stor succé, och fick goda recensioner från kritiker.
Sarandon nominerades för en Oscar ytterligare fyra gånger under 1990-talet; för bästa kvinnliga huvudroll i Thelma & Louise (1991), Lorenzos olja (1992), och Klienten (1994), och vann slutligen priset 1995 för Dead Man Walking. Förutom Oscarstatyetten har hon nominerats för en Golden Globe åtta gånger, bland annat för White Palace (1990), Vid din sida (1998), Igby Goes Down (2002) och Bernard and Doris (2007).

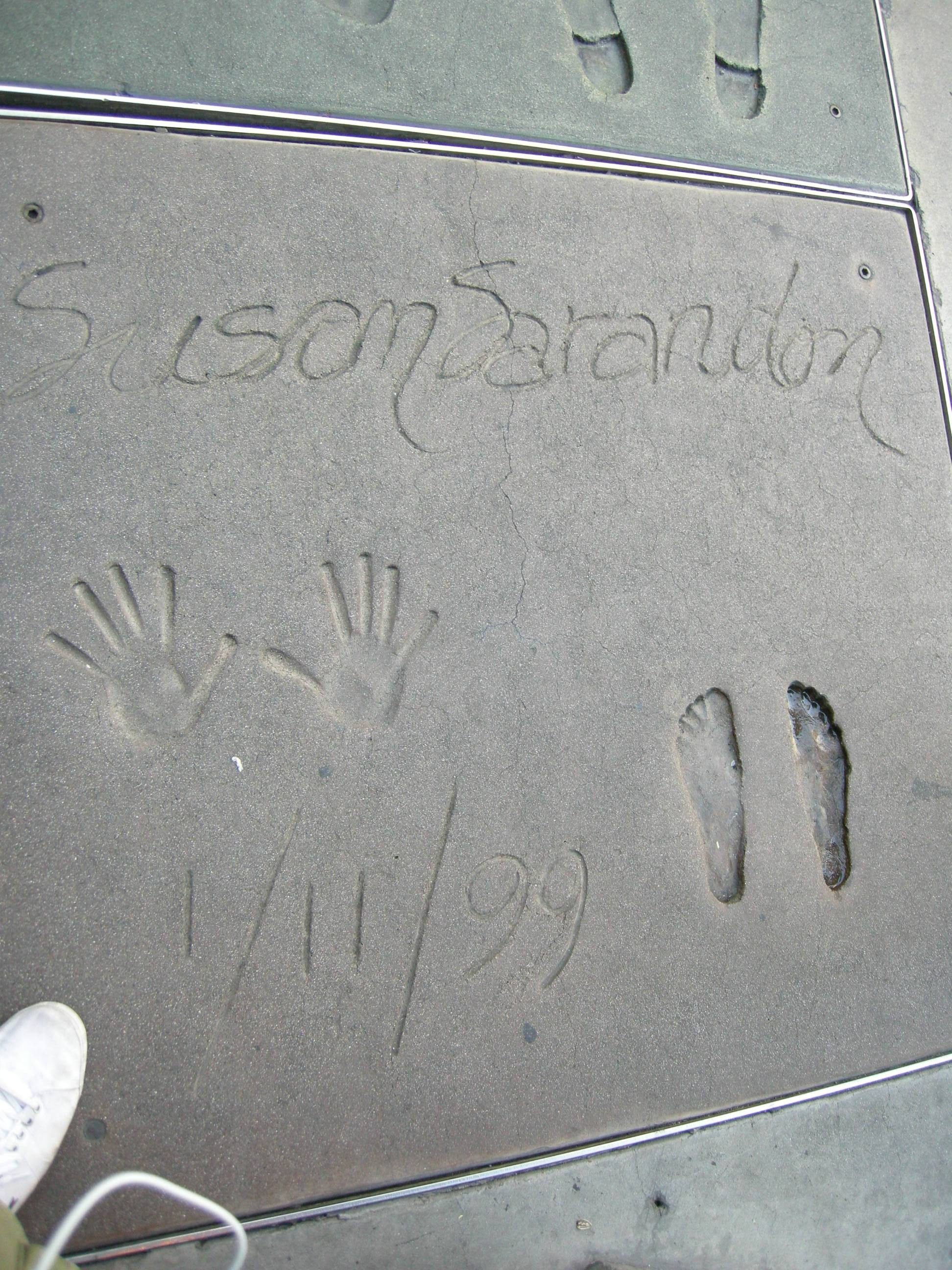
Sarandons hand- och fotavtryck vid Grauman's Chinese Theatre i Los Angeles.

Sarandon har även medverkat i två avsnitt av The Simpsons; i avsnittet Bart Has Two Mommies spelade hon sig själv, och i avsnittet Homer vs. Patty and Selma där hon spelade en balettlärare. Hon har medverkat i TV-serierna Vänner, Malcolm – Ett geni i familjen, Mad TV, Saturday Night Live, Chappelle's Show, 30 Rock, Rescue Me och Mike & Molly. Sarandon har varit berättare i två dussin dokumentärfilmer, varav många handlat om sociala och politiska frågor.

## Privatliv
Sarandon var gift med skådespelaren Chris Sarandon 1967–1979, och var 1988–2009 sambo med skådespelaren Tim Robbins, som hon har två söner med (Jack Henry, född 1989, och Miles Guthrie, född 1992). Hon har även en dotter (Eva Amurri Martino, född 1985) från sitt förhållande med Franco Amurri.
Tillsammans med Robbins har hon uttalat sig i många politiska frågor från ett liberalt vänsterperspektiv. Hon har bland annat verkat mot Irakkriget och dödsstraffet i USA.

## Filmografi i urval
- 1970 – Joe
- 1974 – Stoppa pressarna!
- 1975 – Tid för hjältar
- 1975 – The Rocky Horror Picture Show
- 1980 – Atlantic City, U.S.A.
- 1981 – Fridays (gästvärd i TV-program)
- 1982 – Stormen
- 1986 – Krigets änglar (TV-film)
- 1987 – Blodshunger
- 1987 – Häxorna i Eastwick
- 1988 – Bull Durham
- 1989 – En torr vit årstid
- 1989 – Januarimannen
- 1990 – Laddat möte
- 1991 – Thelma & Louise
- 1992 – Bob Roberts
- 1992 – Lorenzos olja
- 1994 – Klienten
- 1994 – Unga kvinnor
- 1995 – Simpsons (röst, avsnittet "Homer vs. Patty and Selma")
- 1995 – Dead Man Walking
- 1996 – James och jättepersikan (röst)
- 1998 – Twilight
- 1998 – Vid din sida
- 1999 – Anywhere But Here
- 2000 – Ljuset håller mig sällskap (dokumentär)
- 2001 – Vänner (gästroll, avsnittet "The One with Joey's New Brain")
- 2001 – Cats & Dogs (röst)
- 2002 – Moonlight Mile
- 2002 – Igby Goes Down
- 2002 – The Banger Sisters
- 2004 – Shall We Dance?
- 2004 – Alfie
- 2004 – Ängel i New York
- 2005 – Elizabethtown
- 2005 – Romance & Cigarettes
- 1995 – Simpsons (röst, avsnittet "Bart Has Two Mommies")
- 2007 – Förtrollad
- 2007 – Mr. Woodcock
- 2007 – In the Valley of Elah
- 2007 – Emotional Arithmetic
- 2008 – Speed Racer
- 2008 – Middle of Nowhere
- 2009 – The Greatest
- 2009 – Leaves of Grass
- 2009 – Solitary Man
- 2009 – Peacock
- 2009 – Flickan från ovan
- 2009 – You Don't Know Jack
- 2010 – Wall Street: Money Never Sleeps
- 2010 – Vem tror du att du är? (TV-dokumentär)
- 2012 – Robot & Frank
- 2012 – The Company You Keep
- 2012 – Bedragaren
- 2012 – Cloud Atlas
- 2012 – The Big C (TV-serie) (sex avsnitt)
- 2014 – Tammy
- 2024 – Six Triple Eight
- 2025 – Nonnas